# Buzzard Coulee
Buzzard Coulee es el nombre colectivo de los meteoritos caídos el 20 de noviembre de 2008 sobre Saskatchewan, Canadá.

## Historia
El meteorito se detectó por primera vez alrededor de las 17:30 (00:30 UTC) y fue reportado por personas que vivían en Alberta, Saskatchewan, Manitoba e incluso en Dakota del Norte. Era cinco veces más brillante que la luna llena. Más de 400 personas informaron haberlo visto, y se encuentran varios videos del meteoroide en YouTube. El objeto se dividió en varias piezas antes del impacto generalizado. El meteoroide entró a la atmósfera a aproximadamente 14 kilómetros por segundo,se estima que tenía aproximadamente el tamaño de un escritorio y que habría tenido una masa de aproximadamente 10 toneladas.
La aldea de Marsden, Saskatchewan se convirtió en un centro de actividad para los cazadores de meteoritos, al estar justo al sur del campo de escombros estimado de 20 kilómetros cuadrados. Los lugareños apodaron al objeto el "Meteorito de Marsden"; muchos de los residentes reportaron haber visto, oído e incluso haber olido los fragmentos ardientes a medida que caían. El meteoro también se conocía como la "bola de fuego Buzzard Coulee", llamada así por el área donde los buscadores encontraron los primeros fragmentos. Buzzard Coulee se encuentra aproximadamente a 2 kilómetros del valle del río Battle.
Las primeras piezas de la roca fueron encontradas por Ellen Milley, una estudiante de maestría de la Universidad de Calgary el 27 de noviembre de 2008. Milley formó parte de un equipo que trabajaba con el Dr. Alan Hildebrand, profesor de la Universidad de Calgary y catedrático de investigación canadiense en ciencias planetarias en el hielo de un vivero de peces a unos 40 kilómetros al sureste de Lloydminster, Saskatchewan, cerca de la aldea de Lone Rock. Lone Rock, Battle River, Marsden y otros nombres fueron posibles candidatos para el nombre del meteorito, pero los investigadores de la Universidad de Calgary siguieron el ejemplo de los residentes locales al llamar oficialmente Buzzard Coulee. Diez piezas fueron encontradas inicialmente; el fragmento más grande pesaba 380 gramos y el más pequeño tenía 10 gramos.
En total, se han recogido más de mil fragmentos de meteoritos de la bola de fuego de 10 toneladas, entre ellos hay dos fragmentos de 13 kilogramos. Este evento ha establecido un nuevo récord canadiense para la mayor cantidad de piezas recuperadas de una sola caída de meteorito.
Robert A. Haag, un famoso cazador de meteoritos estadounidense, ofreció $10 000 a cualquiera que le diera el primer trozo de un kilogramo del meteorito.
"Podemos ver en los videos que hubo tres piezas grandes que continúan aquí. Y aún no se han encontrado", dijo Alan Hildebrand el 4 de mayo de 2009. Los cazadores de meteoritos, sin embargo, han batido el récord mundial de más de 1000 fragmentos, la mayor cantidad recolectada de una sola caída de meteorito. El más grande encontrado hasta la fecha fue de 13 kilogramos.

## Clasificación
Buzzard Coulee se clasificó como una condrita ordinaria H4 con una etapa de choque de S2 y un grado de intemperie de W0.